# Wil (huyện)
Huyện Wil (tiếng Pháp: District du Wil, tiếng Đức: Bezirk Wil) là một huyện hành chính của Thụy Sĩ. Huyện này thuộc bang Bang Sankt Gallen. Huyện Wil có diện tích 80 kilômét vuông, dân số theo thống kê của cục thống kê Thụy Sĩ năm 1999 là 31939 người. Trung tâm của huyện đóng ở Wil. Mã của huyện là ?.